# Bill Burr

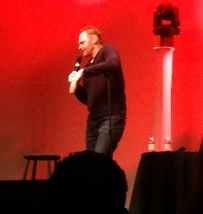
Burr występujący w 2011.

Bill Burr, właśc. William Burr (ur. 10 czerwca 1968 w Canton) – amerykański komik, pisarz i aktor. Specjalizuje się w stand-upie. Od 1 maja 2007 roku prowadzi podcast The Monday Morning Podcast. Popularność zyskał dzięki występom w programach telewizyjnych takich jak CONAN, Late Show with David Letterman oraz roli Patricka Kuby’ego w serialu Breaking Bad. Twórca serialu Nie ma jak w rodzinie.

## Życiorys
Urodził się w Canton, Massachusetts. Jego ojciec jest dentystą, Burr pracował jako jego asystent przez pewien czas. Ma uprawnienia do wykonywania zdjęć rentgenowskich oraz zdejmowania odcisków szczęki.
Jego kariera zaczęła się w 1992.
Od 1 maja 2007 w każdy poniedziałek, regularnie prowadzi cotygodniowy podcast Monday Morning Podcast, w którym mówi o jego doświadczeniach teraźniejszych i tych z przeszłości, bieżących wydarzeniach, wyjazdach w trasy i o sporcie. Bill dostaje również wiadomości e-mail od swoich widzów z prośbą o radę i odpowiada na nie w trakcie audycji. Można posłuchać tych audycji na oficjalnej stronie Billa i na stronie All Things Comedy. Czasami do audycji dołącza się jego żona, Nia Renee Hill. Bill czasem zaprasza gości oraz przeprowadza wywiady z innymi komikami. Od 12 marca 2015 roku Burr prowadzi również podcast w czwartki. Thursday Afternoon Just Before Friday Monday Morning Podcast składa się z dwóch segmentów. Pierwsze pół godziny Burr opowiada o bieżących wydarzeniach, odpowiada na maile oraz czyta reklamy. Druga część trwa od 30 minut do ponad godziny i zawiera najlepsze fragmenty z jego poprzednich podcastów.
Pojawia się również jako gość w audycjach innych komików, między innymi w You Made It Weird with Pete Holmes, The Adam Carolla Show,  Joe Rogan Experience, WTF with Marc Maron, The Nerdist Podcast, czy Nobody Likes Onions. Bill był też pierwszym gościem w historii w audycji Toma Greena. 18 kwietnia 2011 roku, był współprowadzącym audycji Hollywood Babble-On razem z Ralphem Germanem.
Special Burra zatytułowany Let it Go został nagrany w The Fillmore w San Francisco, a jego premiera odbyła się w stacji telewizyjnej Comedy Central 18 września 2010 roku. Kolejny special, You People Are All The Same, został wydany w 2012 roku i był dostępny w serwisie Netflix jako materiał specjalny. W październiku 2016 Burr nagrał swój kolejny special, którego tytuł nie jest jeszcze ustalony. Będzie on również dostępny na platformie Netflix w roku 2017.
Przez obserwatorów amerykańskiej sceny stand-upu Burr wielokrotnie był nazywany „komikiem komików”, co znaczy, że jego praca jest naśladowana i doceniana przez kolegów po fachu. Burr pojawił się w filmie Date Night jako Detective Walsh. Wystąpił też jako Patrick Kuby w czwartym i piątym sezonie Breaking Bad. Grał też rolę Marka Mullinsa w filmie The Heat, którego premiera odbyła się w 2013 roku.
Wraz z Michaelem Price’em jest twórcą, scenarzystą i producentem wykonawczym serialu Nie ma jak w rodzinie (F Is for Family), w którym użycza głosu głównemu bohaterowi. Serial, który zadebiutował w serwisie Netflix w grudniu 2015 roku jest animowanym sitcomem, opartym na stand-upie Burra i na absurdalności poprawności politycznej.

## Życie prywatne
Ożenił się z Nią Hill w 2013 roku i ma z nią córkę i syna.
Od maja 2015 roku jest licencjonowanym pilotem helikopterów.
Jego brat, Robert, jest radnym w Nowej Anglii i był kandydatem na stanowisko senatora stanu Massachusetts po śmierci Teda Kennedy’ego w 2009 roku.

## Dyskografia
- Emotionally Unavailable (2003) [CD]
- Emotionally Unavailable: Expanded Edition (2007) [CD]
- Why Do I Do This? (2008) [CD/DVD/Netflix]
- Let It Go (2010) [CD/DVD/Netflix]
- You People Are All The Same (2012) [Netflix and download]
- I'm Sorry You Feel That Way (2014) [Netflix]
- Live at Andrew’s House (2014) [limitowane wydanie winylowe]
- Walk Your Way Out (2017) [Netflix]

## Filmografia
- Perfect Fit (2001)
- Passionada (2002)
- Chappelle’s Show (2003)
- Twisted Fortune (2007)
- Date Night (2010)
- Breaking Bad (2011–2013)
- Cheat (2011)
- Stand Up Guys (2012)
- The Heat (2013)
- New Girl (2013)
- Walk of Shame (2014)
- Maron (2014)
- Kroll Show (2014)
- Zombeavers (2014)
- Comedians in Cars Getting Coffee (2014)
- Black or White (2014)
- F Is for Family (2015)
- The Mandalorian (2019)